# Vanderhammenacarus deharvengi
Vanderhammenacarus deharvengi är en spindeldjursart som beskrevs av Philippe Leclerc 1989. Vanderhammenacarus deharvengi ingår i släktet Vanderhammenacarus och familjen Opilioacaridae. Inga underarter finns listade i Catalogue of Life.